# Aquifère de Floride

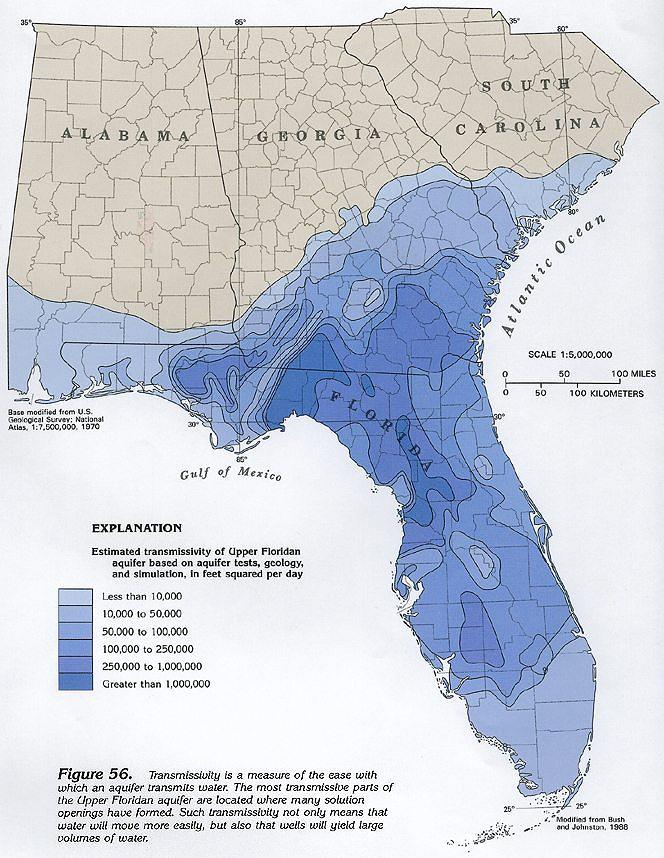
Carte de l'aquifère de Floride avec sa transmissivité.

L’aquifère de Floride est une partie de l'aquifère artésien principal qui s'étend en Floride, aux États-Unis. Situé sous les régions côtières du sud-est des États-Unis, il est aussi présent en Géorgie, Alabama et Caroline du Sud.

## Historique

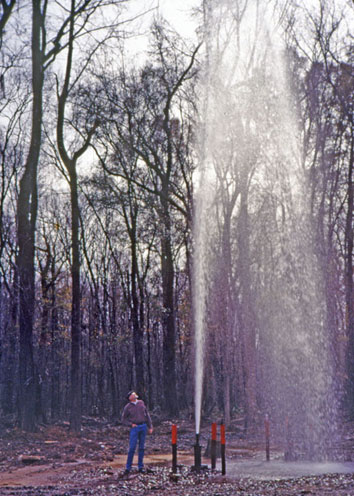
L'eau sous pression artésienne jaillissant d'un puits foré dans l'aquifère de Floride dans le sud de la Géorgie.